# Ministère des Forêts
Le ministère des Forêts (MFO) est un ancien ministère du gouvernement du Québec ayant existé du 30 janvier 1991 au 17 juin 1994. Il n'a connu qu'un titulaire, Albert Côté, en poste de la création du ministère au 11 janvier 1994 sous le second gouvernement de Robert Bourassa. Lors de l'assermentation du gouvernement suivant l'attribution ministérielle est abandonnée, les missions liés à la forêt étant assumées par le ministre des Ressources naturelles.

## Historique
Le gouvernement issu des élections générales de 1985 met en chantier une réforme du cadre législatif sur la gestion des forêts publiques et un nouveau régime forestier. La Loi sur les forêts est ainsi adoptée le 19 décembre 1986. La loi est portée par le ministre délégué aux Forêts Albert Côté qui occupe le poste depuis la constitution du cabinet Bourassa en décembre 1985.
Le projet de loi 111 est présenté par le ministre Côté le 15 novembre 1990 à l'Assemblée nationale et adopté le 14 décembre. Le gouvernement prend un décret pour que l'entrée en vigueur du projet de loi 111 intervienne le 30 janvier 1991. Le ministère récupère certaines des missions et ressources matérielles du ministère de l'Énergie et des Ressources. À l'issue de sa première année financière, le ministère employait 2 869 personnes (équivalent temps plein) et avait un budget annuel de 291 millions de dollars.
La mission prioritaire assignée au ministère nouvellement créé est la mise en place d'une stratégie de protection des forêts. Dès 1991 le ministère engage la réforme des opérations provinciales de protection des forêts contre le feu qui aboutit à la création de la Société de protection des forêts contre le feu (SOPFEU) le 1er janvier 1994.

## Organismes liés
Les organismes suivants ont été liés au ministère des Forêts:
- La Société de récupération, d'exploitation et de développement forestiers du Québec (Rexfor) ;
- La Société de protection des forêts contre le feu (SOPFEU) brièvement en janvier 1994.

Le ministère a confié en 1990 le mandat de protéger les forêts contre les insectes et les maladies à la Société de protection des forêts contre les insectes et les maladies (SOPFIM).

#### Lois et règlements
- Loi sur les forêts, LQ 1986, c. 108  (lire en ligne, consulté le 2 décembre 2024)
- Loi sur le ministère des Forêts, LQ 1990, c. 64  (lire en ligne, consulté le 2 décembre 2024)